# Taszár
Taszár is een plaats (község) en gemeente in het Hongaarse comitaat Somogy. Taszár telt 2070 inwoners (2001).

## Geboren
- László Kiss (1956), voetballer

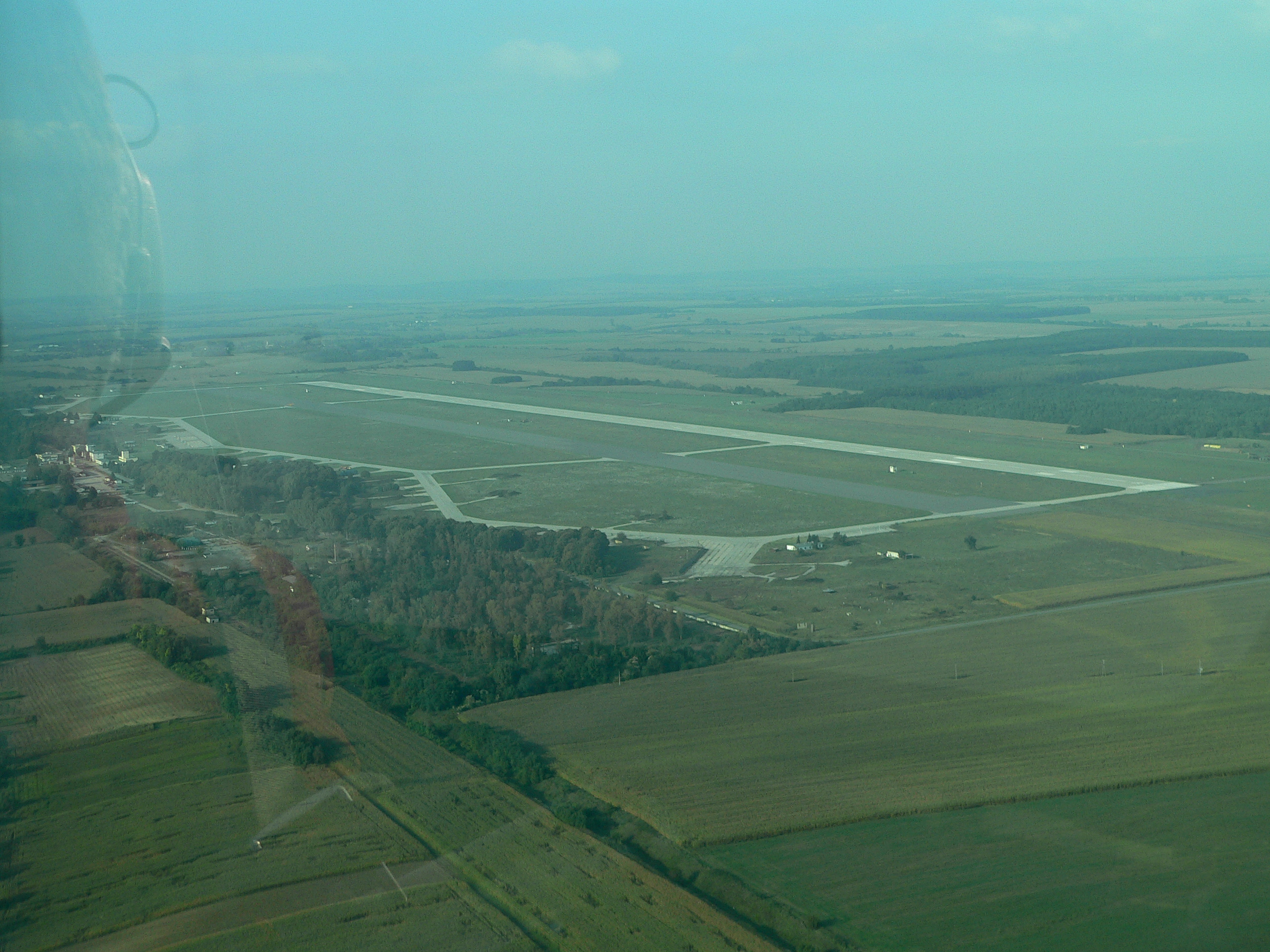
Taszár
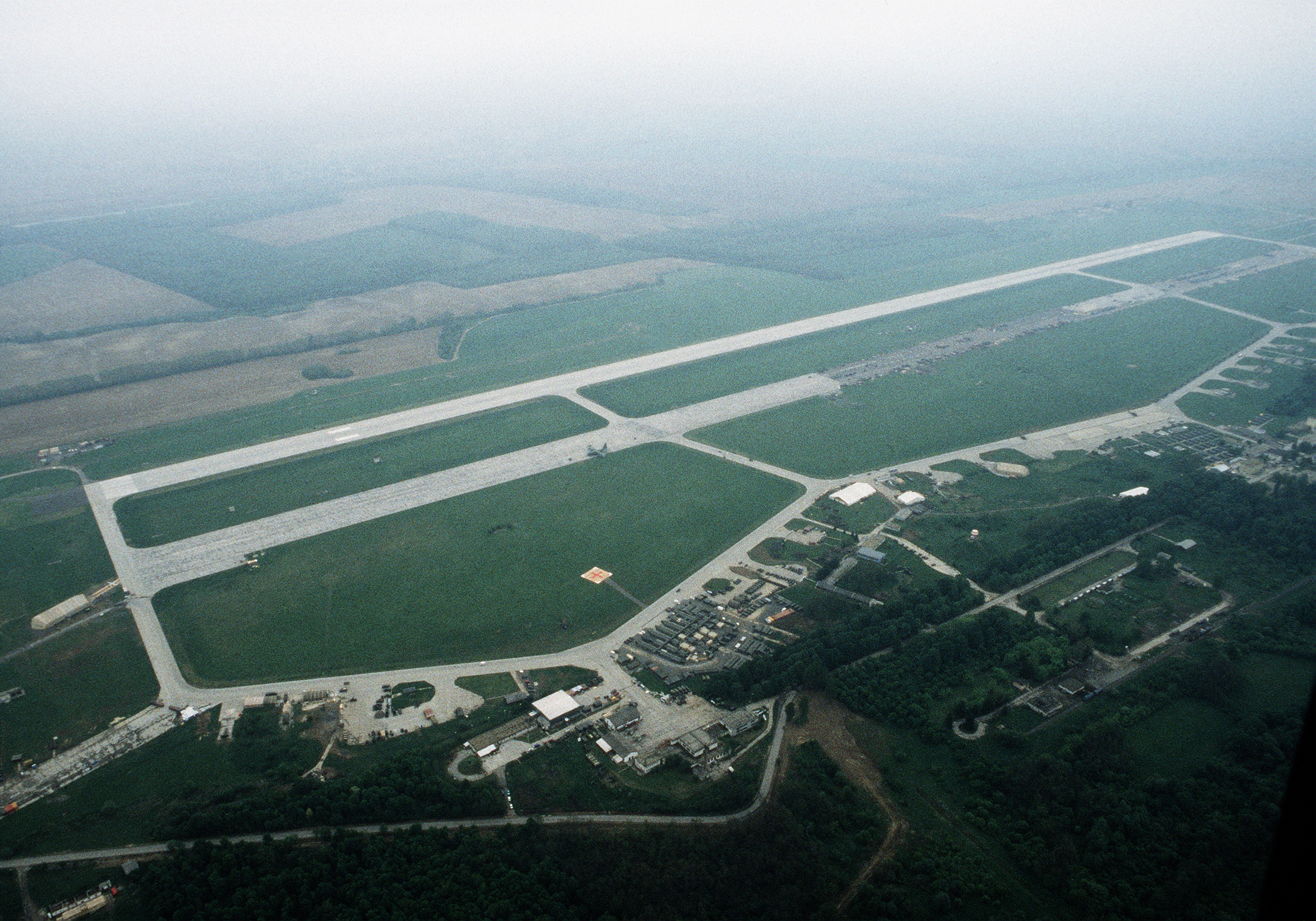
Luchthaven bij Taszár